# 浦野雄平
浦野 雄平（うらの ゆうへい、1997年11月1日 - ）は、日本の陸上競技選手。富山県氷見市出身。國學院大學経済学部卒業。在学中は國學院大學陸上競技部に所属し、専門種目は長距離走。5000m、10000mの元國學院大學記録保持者。卒業後も競技を継続し、富士通陸上競技部に所属している。

## 経歴
中学校は氷見市立南部中学校、高校は富山県立富山商業高校出身。中学校では野球をやっていたが、高校から陸上をやり始めた。

## 戦績・記録
- 日本陸上競技選手権大会クロスカントリー競走2020 シニア10km 優勝
- 東日本実業団駅伝2020 1区 区間賞
- 全日本実業団対抗駅伝競走大会2021 7区 区間賞

### 大学三大駅伝戦績
| 学年               | 出雲駅伝                               | 全日本大学駅伝                         | 箱根駅伝                                    |
| ------------------ | -------------------------------------- | -------------------------------------- | ------------------------------------------- |
| 1年度 （2016年度） | 第28回 不出場                          | 第48回 ー － ー 出走なし               | 第93回 6区-区間17位 1時間01分46秒           |
| 2年生 （2017年度） | 第29回 不出場                          | 第49回 1区-区間8位 43分45秒            | 第94回 1区-区間2位 1時間02分30秒            |
| 3年生 （2018年度） | 第30回 不出場                          | 第50回 2区-区間3位 32分13秒            | 第95回 5区-区間賞 1時間10分54秒 区間新記録  |
| 4年生 （2019年度） | 第31回 3区-区間3位 23分57秒 区間新記録 | 第51回 2区-区間2位 31分38秒 区間新記録 | 第96回 5区-区間3位 1時間10分45秒 区間新記録 |

## 自己ベスト
- 5000m - 13分29秒37
- 10000m - 28分05秒37[5]
- ハーフマラソン - 1時間02分02秒[5]
- マラソン - 2時間06分23秒

## エピソード
- 第95回箱根駅伝にて、5区の約10km地点を駒澤大学の伊東颯汰の後に付けて走行していたところ、同大学の監督（自校ではなく他校の監督）である大八木弘明より「浦野! 人の後ろばっかいたらダメなんだ!」「引っ張ってあげないと」「2人で行けば浦野が区間賞で、お前（伊東）は区間3番、4番だからな」と檄を飛ばされる異例の一幕があった。その直後、浦野は伊東を追い抜くとともに高ペースを維持し、区間新記録を樹立して区間賞を獲得した。一方の伊東は区間5位で走り終えた。浦野はこの件について公式に言及しておらず、大八木の檄が影響したのかは分かっていない。